# بيلي هايز (ممثلة)
بيلي هايز (بالإنجليزية: Billie Hayes)‏ هي ممثلة أمريكية، ولدت في 11 أبريل 1932 في دو كيوين في الولايات المتحدة.

## أعمال

### أفلام
- المرجل الأسود[3][4][5]

## وصلات خارجية
- الموقع الرسمي
- بيلي هايز على موقع IMDb (الإنجليزية)
- بيلي هايز على موقع أول موفي (الإنجليزية)
- بيلي هايز على موقع قاعدة بيانات برودواي على الإنترنت (الإنجليزية)
- بيلي هايز على موقع قاعدة بيانات الأفلام السويدية (السويدية)
- بيلي هايز على موقع ديسكوغز (الإنجليزية)
- بيلي هايز على موقع قاعدة بيانات الفيلم (الإنجليزية)
- بيلي هايز على موقع كينوبويسك (الروسية)